# 本川一善
本川 一善（ほんかわ かずよし、1955年4月14日 - ）は、日本の農林官僚。元農林水産事務次官。2017年7月から2020年2月までJA全農の経営管理委員。2020年3月から2023年2月まで日本中央競馬会（JRA）の副理事長。2023年10月から農林水産技術会議会長。2025年4月、瑞宝重光章受章。

## 人物
香川県出身。香川県立高松高等学校を卒業し、東京大学に進学した。1979年に東京大学法学部を卒業し、農林水産省に入省。
入省後、最初の配属先は水産庁の漁政課であった。その後にも、水産庁の協同組合課（現水産経営課）で水産業協同組合法の改正に尽力するなどして水産行政に携わった。しかし、課長職に昇進したころには畜産部の食肉鶏卵課長や畜産部長のポストに就任し、長らく肉を扱う部署を経験することになった。そうした職歴のため2012年に水産庁長官に就任した際には、自らについて「今までは“肉派”といわれてきたが、これからは“魚派”」と述べている。
2015年に農林水産事務次官に就任。2016年の退官後は、ドローン操縦士協会理事、全国農業協同組合連合会経営管理委員（非常勤）、インターリスク総研顧問、新日本科学顧問に再就職している。

## 略歴
- 1955年4月 - 香川県で生まれる
- 1979年3月 - 東京大学法学部卒業
- 1979年4月 - 農林水産省入省（上級 法律）
- 1996年 - 農林水産省食品流通局外食産業室長
- 1997年4月 - 林野庁国有林野総合利用推進室長
- 1998年7月 - 農林水産省食品流通局市場課長
- 2000年1月 - 食糧庁計画流通部計画課長
- 2001年1月 - 農林水産省経営局経営政策課長
- 2002年4月 - 農林水産省生産局畜産部食肉鶏卵課長
- 2004年1月 - 農林水産省大臣官房予算課長
- 2006年1月 - 農林水産省大臣官房政策評価審議官(兼 生産局 兼 経営局）
- 2006年8月 - 農林水産省生産局畜産部長
- 2008年1月 - 農林水産省大臣官房総括審議官
- 2009年1月 - 農林水産省生産局長
- 2010年7月 - 農林水産省大臣官房長
- 2012年9月 - 水産庁長官
- 2015年8月 - 農林水産事務次官
- 2016年6月 - 農林水産省退官
- 2017年7月 - 全国農業協同組合連合会経営管理委員（非常勤）
- 2020年3月 - 日本中央競馬会副理事長
- 2023年2月 - 　　〃　　退任[4]
- 〃　10月 - 農林水産技術会議会長[5]